# Agnes av Danmark
Agnes av Danmark, född 1249, död 1290, var en dansk prinsessa och klosterstiftare, abbedissa i Sankta Agnes Kloster (Skt. Agnete Kloster) i Roskilde. Hon var dotter till kung Erik Plogpenning av Danmark och Jutta av Sachsen. 
Agnes blev faderlös ett år efter sin födelse då hennes far mördades av sin bror, som tog över tronen. Hennes mor gifte om sig och flyttade till Tyskland, och Agnes och hennes syskon växte upp vid farbroderns hov. Agnes hade rätt till store egendomar efter sin far, men hade svårt att hävda sina rättigheter mot sin farbror och sina kusiner, som hade avsatt hennes far. År 1264 grundades ett kloster för kvinnor av dominikanorden i Roskilde; klostret grundades av Ingerd Jakobsdatter, men i Agnes namn, och fick sitt namn efter henne. Hon placerades sedan där som klostrets föreståndare och abbedissa, och Danmarks dåvarande regent fick svära på att Agnes gick i kloster av fri vilja. År 1266 placerades även hennes syster Jutta i klostret och fick överta hennes ställning som abbedissa. Både Agnes och Jutta tyckte illa om klosterlivet och lämnade omkring år 1270. Agnes tycks ha fått kontrollen över åtminstone en del av sitt arv, eftersom hennes affärstransaktioner som godsägare finns dokumenterat på Själland under 1280-talet. Efter hennes död stred Sankta Anges Kloster och kungahuset länge om hennes kvarlåtenskap.